# Teorema de la bola peluda

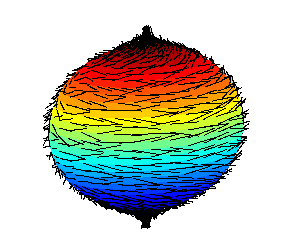
Si un camp vectorial sobre una esfera se simbolitza mitjançant pèls de longitud constant, el teorema de la bola peluda estipula que l'esfera conté almenys un rínxol. La figura en conté dos, un en cada pol.

En matemàtiques, i més precisament en topologia diferencial, el teorema de la bola peluda és un resultat que s'aplica a esferes que en cada punt posseeixen un vector, visualitzat com un «pèl» tangent a la superfície. Afirma que la funció que associa el vector a cada punt de l'esfera admet almenys un punt de discontinuïtat, la qual cosa significa que el pentinat conté un «bucle» o «rínxol», és a dir, que hi haurà zones buides (o calvície).
De manera més rigorosa, un camp vectorial continu definit sobre una esfera de dimensió parell, almenys igual a 2, s'anul·la en almenys un punt. Aquest resultat es relaciona amb els anomenats teoremes de punt fix i té nombroses aplicacions en àrees com la meteorologia o la computació gràfica.

## Representació intuïtiva
Es representa intuïtivament una esfera recoberta per pèls llisos, on cada punt de l'esfera és l'arrel d'un pèl. A continuació, es considera la projecció sobre el pla tangent a l'esfera en el punt en què el pèl creix: el conjunt d'aquestes projeccions dona una bona idea d'un camp de vectors tangents a l'esfera. El que es busca llavors és "pentinar" aquests pèls allisant-los sobre la superfície de la bola, evitant les discontinuïtats: el pentinat no té ratlla, i no es permet a cap pèl canviar bruscament de direcció respecte els altres. El teorema afirma llavors que és impossible obtenir aquest resultat: qualsevol intent causarà almenys un rínxol.

## Enunciat
| Si n és un enter parell més gran o igual a 2, tot camp vectorial X sobre l'esfera real Sn s'anul·la en almenys un punt; és a dir, existeix v (que depèn de X) tal que X(v) = 0. |

## Història
Aquest teorema fou demostrat per primera vegada per Luitzen Egbertus Jan Brouwer l'any 1912. La demostració generalitza els resultats obtinguts amb anterioritat com el teorema de la corba de Jordan o els treballs de Leopold Kronecker sobre les funcions contínuament diferenciables de l'esfera real de dimensió n - 1 en un espai vectorial de dimensió n. Aquests resultats, encara que de formulació intuïtiva, requereixen per a la seva demostració desenvolupaments de caràcter tècnic. Un exemple arquetípic dels resultats de la mateixa naturalesa és el teorema del punt fix de Brouwer, el qual enuncia que tota aplicació contínua d'una bola tancada d'un espai vectorial euclidià de dimensió finita en ell mateix, admet un punt fix.

## Demostració

### Demostració visual
És una demostració que utilitza l'argument de la reducció a l'absurd (es poden construir anàlegs tridimensionals: es vol demostrar que no pot haver-hi cap camp vectorial tangent i continu, que no s'anul·li mai sobre l'esfera ordinària a l'espai tridimensional). En raonar per l'absurd, se suposa que si existeix una aplicació contínua f del disc unitari en ell mateix, tal que f(x) és diferent de x per a qualsevol x del disc. El que es busca és fabricar una bola peluda sense cap rínxol ni calvicie, i obtenir així una contradicció.

Si hom té una aplicació f sense punt fix, llavors en cada punt x del disc es pot definir un vector no nul, el vector f(x) - x. Intuïtivament, la idea és «doblegar» una esfera tallada per la meitat, i fer-la coincidir exactament amb el semi-disc.

Quan s'enganxen novament tots dos hemisferis de l'esfera, els camps tangents es recomposen de manera contínua, i s'obté així un «pentinat» continu i sense «calvície», que és la contradicció desitjada.

### Formalització geomètrica

Es raona novament per l'absurd. Donada una esfera, es trien un pol nord i un pol sud, així com una orientació. D'aquesta manera es pot parlar de paral·lels de l'esfera i orientar-los de manera contínua. Addicionalment, es defineix un sistema referencial mòbil tangent a l'esfera. A cada paral·lel se li pot associar un nombre: el nombre de voltes del camp vectorial en el sistema mòbil al llarg d'aquest paral·lel. Aquest nombre està ben definit, ja que el camp vectorial no s'anul·la; depèn contínuament de la latitud del paral·lel -segons els resultats estàndard sobre la continuïtat del nombre de voltes- i és enter. Per tant, és constant.
A continuació, hom calcula el nombre de voltes en l'entorn del pol nord, punt en què el sistema de referència mòbil deixa d'estar definit. Per pal·liar aquesta dificultat, es projecten alhora el camp vectorial v i el sistema mòbil sobre el pla tangent al pol nord. L'orientació d'aquest pla tangent es dedueix de l'orientació de l'esfera. Per continuïtat, el nombre de voltes no canvia i val m, on m val +1 o -1 segons l'elecció de l'orientació dels paral·lels.
Si se segueix un raonament similar en un entorn del pol sud, el sistema mòbil farà una volta al voltant del pol sud en el sentit dels paral·lels, però per tal de mantenir una orientació coherent amb la de l'esfera, com que és un pla en l'espai de tres dimensions, el pla tangent ha d'estar orientat en el sentit oposat i, per tant, el nombre de voltes serà -m, la qual cosa és una contradicció.

### Formalització analítica
Per al desenvolupament algebraic formal de les demostracions exposades, es poden prendre, per exemple, x que sigui un punt qualsevol de l'esfera, i v(x) el camp de vectors; a continuació es parametritza l'esfera en coordenades polars (suposant un radi 1):
{\displaystyle x_{1}=\cos \theta \cos \phi ,\quad x_{2}=\sin \theta \cos \phi ,\quad x_{3}=\sin \phi }
amb {\displaystyle 0\leq \theta <2\pi } i {\displaystyle -\pi /2\leq \phi \leq \pi /2}. El resultat mostra la contradicció esbossada, en calcular el nombre de voltes del camp tangent, amb una determinada orientació, en l'entorn dels pols.

## Generalització

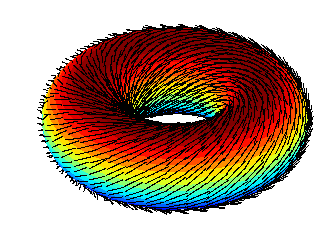
En un tor la situació és diferent.

La demostració analítica deguda a John Milnor generalitza el teorema al cas de qualsevol dimensió. Una demostració lleugerament diferent es deu a C. A. Rogers.
Altres demostracions es basen en conceptes de la topologia algebraica; una demostració clàssica utilitza la característica d'Euler; també es pot formular com un cas particular del teorema de Poincaré-Hopf; altres proves es basen en les propietats de l'homotopia (teorema de Borsuk-Ulam). En el cas de l'esfera ordinària, és possible construir-ne una demostració a partir del lema de Sperner.
Existeix un argument de topologia algebraica que es basa en el nombre de Lefschetz i els nombres de Betti: en una 2-esfera, el nombre de components connexes (nombre de Betti) són 1, 0, 1, 0, 0, ... Els nombres de Lefschetz (la traça total d'homologia) de la funció identitat és igual a 2; en integrar el camp vectorial, s'obté un difeomorfisme de l'esfera. També es pot demostrar que, a causa que el nombre de Lefschetz no s'anul·la, ha d'haver-hi un punt en el qual el camp vectorial sigui nul.
La generalització del teorema està íntimament relacionada amb la característica d'Euler χ: la 2n-esfera no té cap camp vectorial que no s'anul·li per a n ≥ 1. Això és una conseqüència directa del teorema de Poincaré–Hopf. En el cas específic d'un tor matemàtic, per exemple, la característica d'Euler és 0, per la qual cosa sí és possible obtenir un pentinat sense bucles ni zones clares.

## Aplicacions i conseqüències

### Teorema del punt fix de Brouwer
Hom pot demostrar el teorema del punt fix de Brouwer a partir del teorema de la bola peluda:
| Sigui n un enter igual o major a 1, sigui Bn la bola tancada centrada en l'origen de radi 1 en l'espai euclidià V de dimensió n. Sigui f una aplicació contínua de Bn en ella mateixa. Aleshores f posseeix un punt fix; en altres paraules, existeix algun x de Bn tal que f(x) = x. |

### Corol·lari
Una conseqüència del teorema de la bola peluda és que tota funció contínua que «enviï» una esfera en si mateixa té o bé un punt fix o bé un punt que s'envia al seu punt antipodal. Això es pot veure quan es transforma una funció en un camp vectorial tangent, i definint per exemple una projecció estereogràfica de la funció sobre l'esfera. El teorema assegura que hi haurà almenys un punt p pel qual la projecció serà 0.

### Meteorologia

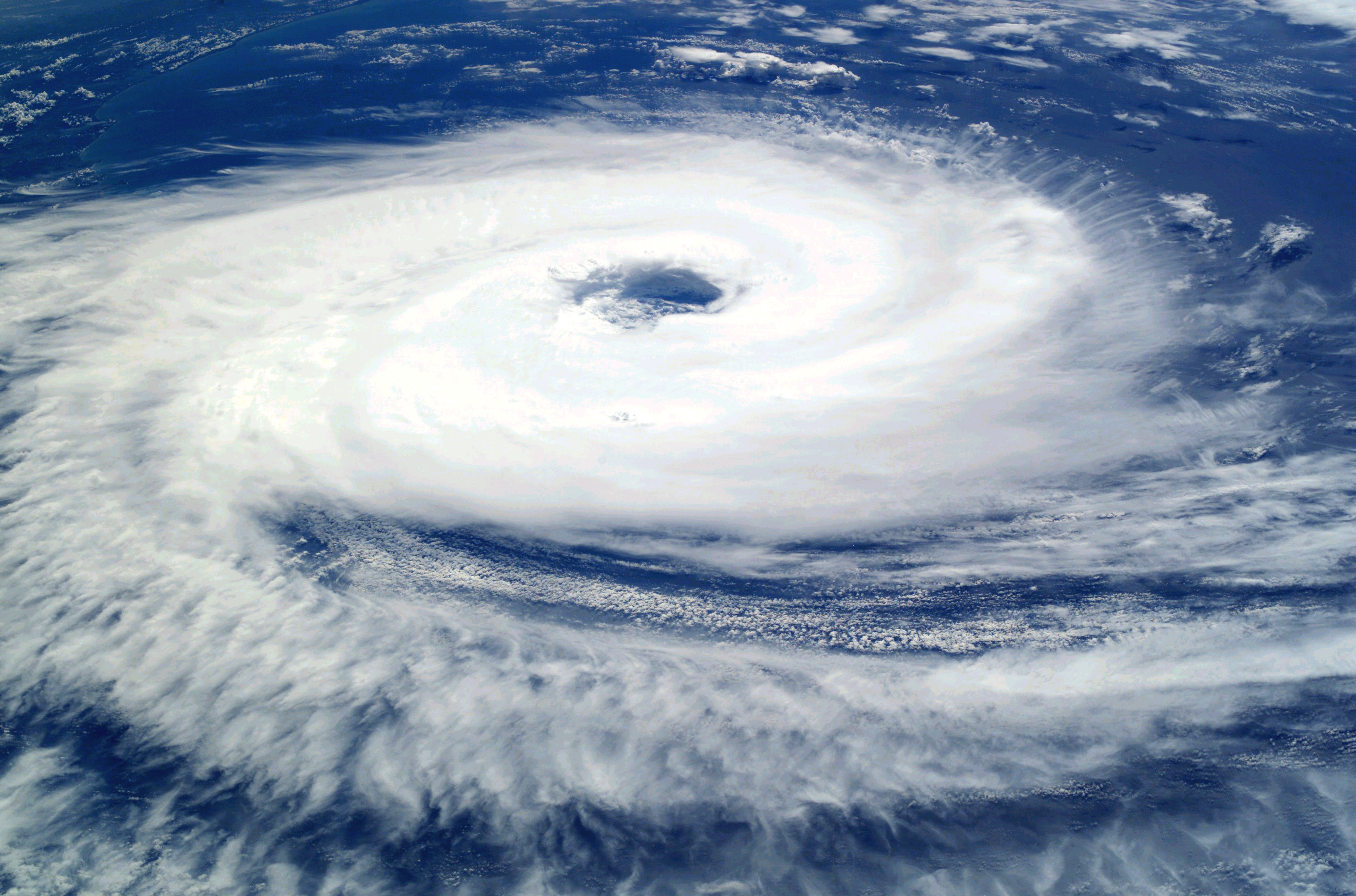
Ull del cicló tropical.

El teorema té conseqüències en meteorologia; es considera una modelització esquemàtica del vent com un vector definit contínuament en cada punt sobre la superfície del planeta amb atmosfera. En aquest model idealitzat, hom considera que el vent té components vectorials bidimensionals, i el seu moviment al llarg de l'eix vertical és nul.
Sota aquestes condicions, la falta absoluta de vent correspon a una solució possible: el camp de vectors nuls. Aquest escenari no presenta major interès des del punt de vista del teorema, i és físicament irrealista (de vent sempre n'hi haurà). En el cas en què hi ha una mica de vent, el teorema de la bola peluda diu que en tot moment deu haver-hi almenys un punt al planeta sense gens de vent.
En un sentit físic, aquesta zona d'absència de vent correspon a l'ull d'un cicló o anticicló. El teorema de la bola peluda imposa l'existència permanent d'un punt sobre la terra on el vent es modelitza mitjançant un sistema arremolinat i, al seu centre, un ull.
Aquesta conseqüència es pot observar, de fet, en la realitat. El teorema, no obstant, no diu res sobre la talla del vòrtex o la potència dels vents que l'envolten.

### Computació gràfica

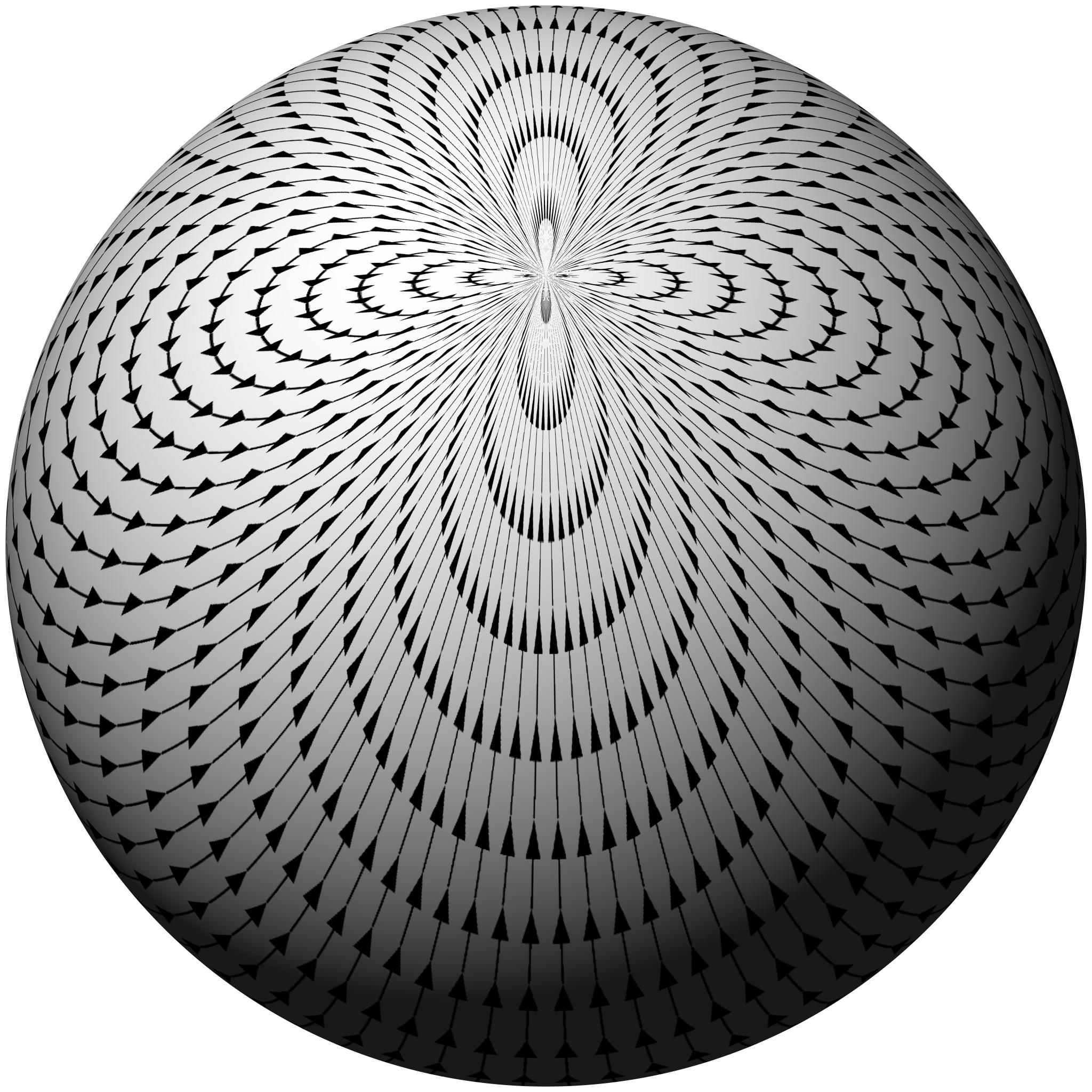
Camp vectorial continu tangent sobre una 2-esfera.

Un problema comú en computació gràfica és el de generar, a l'espai tridimensional, un vector no nul que sigui ortogonal a una zona no nul·la donada. No existeix cap funció contínua que pugui fer això per a tots els vectors no nuls donats. Aquest és un corol·lari del teorema de la bola peluda. Per veure-ho, hom pot considerar el vector donat com el radi d'una esfera: trobar un vector ortogonal no nul ortogonal a un de donat seria equivalent a trobar un vector no nul que sigui tangent a la superfície d'aquesta esfera. El teorema assegura que no existeix cap funció contínua que pugui definir-se en cada punt d'una esfera (és a dir, per a cada vector donat).